# Ein Kind zur Zeit (Film)
Ein Kind zur Zeit ist ein britischer Film unter der Regie von Julian Farino. Er basiert auf dem 1987 erschienenen gleichnamigen Roman von Ian McEwan. Der Film wurde erstmals am 24. September 2017 mit Benedict Cumberbatch als Hauptdarsteller auf BBC One ausgestrahlt.

## Produktion und Dreharbeiten
Der Film wurde am 15. Februar 2017. Er ist der erste Film von Pinewood Television und SunnyMarch TV für BBC One, mit Benedict Cumberbatch als Stephen Lewis. Kelly Macdonald, Stephen Campbell Moore und Saskia Reeves wurden als weitere Schauspieler im April 2017 bekanntgegeben. Die Dreharbeiten haben im April 2017 in London begonnen.
Die Dreharbeiten in London fanden in einem Co-op Supermarkt in Crouch End, im Rathaus von Hornsey und im Royal National Theatre in Lambeth statt. Weitere Drehorte sind Shingle Street, ein kleines Dorf an der Küste von Suffolk.
Die Familie lebte laut Drehbuch in Maida Vale und mehrere Außenaufnahmen wurden in der Nähe der Elgin Avenue gedreht.

## Kritiken
Auf Rotten Tomatoes hat der Film 79% erreicht, basierend auf 24 Bewertungen. Der Konsens der Kritiker auf dieser Seite lautet: "Das Kind zur Zeit widersetzt sich gekonnt dem Melodrama und vertraut darauf, dass die feineren Details seiner Geschichte - und die Schauspieler, die sie zum Leben erwecken - mit einem langsamen, verheerenden Einfluss landen."  Auf der Website Metacritic hat der Film einen Score von 83, welcher auf 6 Bewertungen basiert, und wird somit von den Kritikern "universell anerkannt".